# Dropout Kings
Dropout Kings is een Amerikaanse nu metalband afkomstig uit Phoenix, Arizona. Op 10 augustus 2018 bracht de band via Napalm Records het album Audiodope uit.

## Personele bezetting
- Adam Ramey - vocalen (2016–2025)
- Eddie Wellz - vocalen (2016–heden)
- Chucky Guzman - gitaar (2016–heden)
- Staig Flynn - gitaar (2017–heden)
- Rob Sebastian - bas (2017–heden)
- Trevor Norgren - drums (2016–heden)

## Discografie

### Studio Albums
- 2018 - Audiodope

### Singles
- 2016 - Street Sharks als Phoenix Down
- 2018 - NVM
- 2018 - Scratch & Claw
- 2018 - Going Rogue met Landon Tewers van The Plot in You